# Bariumsulfat
Bariumsulfat (BaSO4) er et tungtopløseligt sulfat. Bariumsulfat bruges som kontraststof. Da det er tungtopløseligt, kan det passere gennem kroppen uden at gøre megen skade.